# Görbeháza
Görbeháza je vas na Madžarskem, ki upravno spada pod podregijo Polgári Županije Hajdú-Bihar.